# 马西奥尼柳索扎
马西奥尼柳索扎是巴西巴伊亚州的一个市镇。总面积1162.138平方公里，总人口10688人，人口密度9.2人/平方公里。